# 阿部悠真
阿部 悠真（あべ ゆうま、1998年1月8日 - ）は、日本の音楽プロデューサー。元アイドル・俳優。
ZEN THE HOLLYWOOD及び楽遊BOYS編集部MEIDのメンバーとして活動する。メンバーカラーは赤。 
2023年3月26日をもって楽遊BOYS編集部MEIDを卒業し、芸能活動を引退。以降は楽遊BOYS編集部MEIDのプロデューサーとして活動。 
2022年3月31日まではジャスティスジャパンエンターテイメントに所属していた。
熊本県出身。

## 人物
特技はダンス。MARVELを中心としたアメリカン・コミックスが好き。
檜山光成に似ているとファンにいわれた。
血液型はB型。

## 略歴
2013年3月、上京し、ジャスティスジャパンエンターテイメントに所属。
2013年9月、ZEN THE HOLLYWOODメンバーとして活動開始。
2014年9月、NHK Eテレ「Rの法則」レギュラー出演開始。
2018年7月、ZEN THE HOLLYWOOD解進（解散）。
2019年8月、楽遊BOYS編集部MEIDメンバーとして活動開始。
2022年3月、ジャスティスジャパンエンターテイメントを退所。
2022年 （時期不詳）アイドリームへ移籍。
2023年3月、楽遊BOYS編集部MEIDを卒業、及び芸能活動を引退。

## 出演

### CD

#### ZEN THE HOLLYWOOD
- ハート全僕宣言!/STRAWBERRY COCOA CHOICE（2015年2月4日、スターチャイルド）
- ZENKAI PLAY/FRESH PUSSYCAT CHOICE（2015年2月4日、スターチャイルド）
- 奇跡のYES/TEA PUNCH CHOICE（2015年3月4日、スターチャイルド）
- 青春 HAS COME/ECSTASY LEMONADE CHOICE（2015年3月4日、スターチャイルド）
- エアボーイズ/CLEAR SODA CHOICE（2015年4月8日、スターチャイルド）
- バージンマジック（2015年8月26日、スターチャイルド）
- ビーバイブレーション（2016年2月17日、スターチャイルド）
- NEVER EVER 0（2016年6月1日、KING AMUSEMENT CREATIVE）
- 抱きしめてサーカス（2017年4月26日、Hand made IDOL）
- 寂しいときはこれを聴いて（2017年6月17日、Hand made IDOL）

#### 楽遊BOYS編集部MEID
- 1PAGE（2019年12月8日、楽遊PROJECT）
- 進め!（2020年9月3日、楽遊PROJECT）
- 1PAGE（2021年6月29日、楽遊PROJECT）
- Together（2022年2月5日、楽遊PROJECT）
- きっと君なんだ（2023年1月30日、楽遊PROJECT）

### DVD
- ハリウッドTVジャパンvol.1〜8（スターチャイルド）
- 歌だ! 踊りだ! 捜査だ! 渡り鳥コップシーズン1 第3話　4話もチラりのもやもや公演　期間限定版（2015年11月4日、スターチャイルド）
- 少ハリ&ぜんハリ合同フェス『仲良くしないとすりつぶしてやる!』ZEN THE HOLLY WOODパート 期間限定版（2015年10月7日、スターチャイルド）

### 写真集
- HOLLYWOOD HAWAII（ZEN THE HOLLYWOOD名義）
- 阿部悠真メモリアルフォトブック「等身大」

### テレビ
- Rの法則（2014年〜2018年）

### 舞台
- LIVE ACT「BLAZBLUE～CONTINUUM SHIFT～」（2016年8月10日 - 8月14日、新宿村LIVE）
- 『・・・from the moonlight』～月からの贈りもの～（2018年8月9日 - 8月12日、上野ストアハウス）
- 下町小話（2018年9月29日 - 10月2日、STUDIOユーキース）
- ユーキースショーケース朗読劇 第二弾（2018年10月6日 - 8日、STUDIOユーキース）
- 永遠のyouth（2018年11月12日 - 18日、スタジオコパン両国）
- マキシマムスピード～限界突破!!～（2019年1月29日 - 2月3日、築地本願寺ブディストホール）
- 出雲の涙（2019年3月21日 - 24日、中目黒キンケロ・シアター）
- バックホーム～炎～（2019年6月1日 - 9日、荻窪オメガ東京）
- 舞台「少年陰陽師　現代編・遠の眠りのみな目覚め」（2020年2月22日 - 3月1日、築地本願寺ブディストホール）
- 『・・・from the moonlight』～月からの贈りもの～（2022年5月31日 - 6月5日、上野ストアハウス）

### CM
- 白鶴「まる」

### モデル
- 桃太郎ジーンズ
- オーマイグラス

### 雑誌
- JUNON（2017年5月号）